# Anepsion maculatum
Anepsion maculatum là một loài nhện trong họ Araneidae.
Loài này thuộc chi Anepsion. Anepsion maculatum được Tord Tamerlan Teodor Thorell miêu tả năm 1897.